# Poitea campanilla
Poitea campanilla är en ärtväxtart som beskrevs av Dc. Poitea campanilla ingår i släktet Poitea och familjen ärtväxter. Inga underarter finns listade i Catalogue of Life.